# Gyula Takács
Gyula Takács (4. september 1914 – 4. september 2007) var en ungarsk udendørshåndboldspiller som deltog under Sommer-OL 1936.
Han var en del af det ungarske udendørshåndboldhold, som kom på en fjerdeplads i den olympiske turnering. Han spillede fire kampe.